# Tha'er Bawab
Tha'er Fayed Al Bawab (în arabă ثائر فايد بواب, n. 1 martie 1985, Amman, Iordania) este un fotbalist iordanian, care joacă pe post de atacant la AD Villaviciosa de Odón⁠(d) în Tercera División⁠(d). Pe plan internațional, are prezențe la națională pentru Iordania.

## Legături externe
- Tha'er Bawab pe BDFutbol
- Tha'er Bawab pe site-ul National-Football-Teams.com